# Кадыр Касар
Кады́р Каса́р — огузский вождь, упомянутый в двух средневековых уйгурских эпитафиях (Тэсинская и Терхинская стелы, VIII век). Возможно, первый исторически засвидетельствованный правитель хазар, в эпоху до возникновения их каганата. Жил во 2-й пол. VI века. Вместе с вождём Беди Берсилом (правитель берсил?) погиб во время междоусобиц, охвативших Тюркский каганат после смерти его основателя — кагана Бумына (552 год). Вероятно, именно его фигура отражена в более поздних легендах о происхождении хазар от Хазара — внука Иафета.